# Shenyang J-11
El Shenyang J-11 (en chino: 歼击机-11/歼-11, traducido del chino JianJiJi/Jian-11, designación OTAN: Flanker B+), es un avión de combate monoplaza bimotor, desarrollado a partir del caza de superioridad aérea de origen soviético/ruso Sukhoi Su-27 (designación OTAN: Flanker), por la Shenyang Aircraft Corporation para la Fuerza Aérea del Ejército Popular de Liberación (PLAAF, por sus siglas en inglés) de la República Popular de China, quien es su único operador en la actualidad.
En el año de 1995, China firmó un contrato por USD $2500 millones para la fabricación bajo licencia del caza soviético Sukhoi Su-27SK usando equipos suministrados por Rusia; bajo los términos del contrato, las aeronaves serían equipadas con aviónica, radares y motores provenientes de Rusia, pero solo 95 de los 200 acordados fueron entregados, y los 105 faltantes aún están pendientes; se cree que las autoridades rusas cancelaron el acuerdo en 2006 después de haber descubierto que los chinos hacían una copia de dicha aeronave bajo trabajos de ingeniería inversa sobre su tecnología, esto para desarrollar una versión local; conocida como J-11B. Sin embargo, las autoridades chinas insisten en decir que solicitaron a Rusia cesar los envíos de suministros de las aeronaves, debido a que estas ya no satisfacían las necesidades de la PLAAF. La variante J-11B, aunque no posee la tecnología rusa más moderna, si incluye varias modificaciones en su estructura, además de estar equipada con aviónica y armamento chino.
El J-11 es una aeronave de cuarta generación, y junto con sus contrapartes rusos (Sukhoi Su-27, Sukhoi Su-30 y Sukhoi Su-33), se diseñaron y crearon como contrapartida a los cazas occidentales correspondientes, como el F-15 Eagle y el F/A-18 Super Hornet.

## Desarrollo
Proyecto J-11

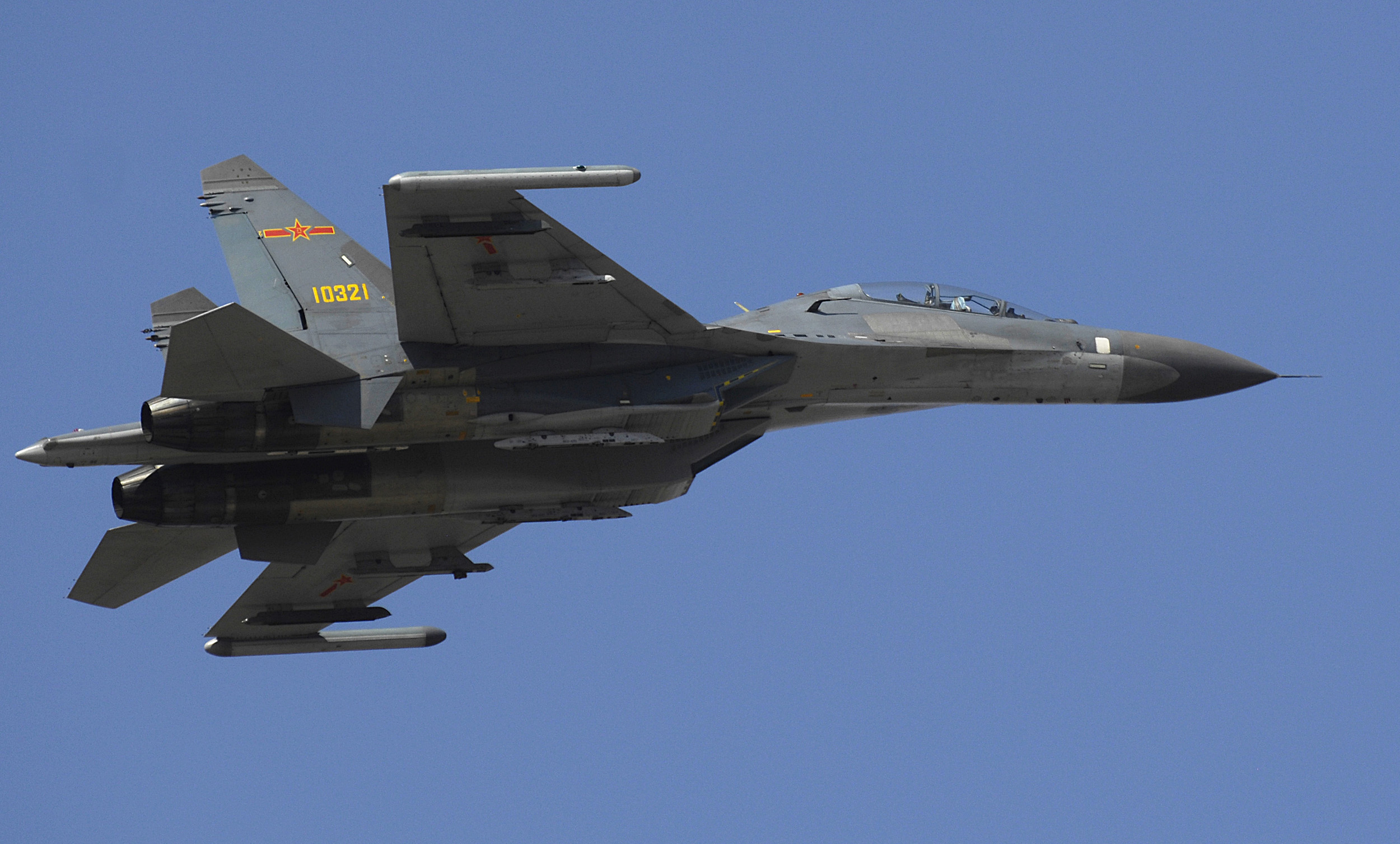
Un Su-27UBK chino, una versión biplaza del Su-27BK.

En la década de 1970, Shenyang Aircraft Factory de China, propuso la fabricación de un nuevo avión caza de combate pesado de largo alcance, propulsado por el motor británico Rolls-Royce Spey 512, Aunque muy similar a los Shenyang J-6 (versión china del caza MiG-19) que en ese momento se encontraba en servicio; conocido como el proyecto J-11, este fue abandonado debido a la dificultad para obtener de Inglaterra los nuevos motores de turbina para poder equipar a este avión de combate.
J-11 moderno
Finalmente en 1995 nació el proyecto del caza pesado J-11, como una versión China del Sukhoi Su-27SK, comprados anteriormente a la Unión Soviética. Se ha informado que en 2001 Sukhoi acordó un programa de actualización de radares de ataque y aviónica general, sin embargo, en 2004 los medios rusos informaron que la producción conjunta del caza de superioridad aérea Shenyang del J-11 con China, habría sido cancelada después de construir solo 95 aeronaves en China en forma independiente.
A mediados de 2002 la PLAAF reveló una maqueta de una versión mejorada del J-11, propuesto ahora como un nuevo caza polivalente, multipropósito, para defender y atacar, y estaba equipado con misiles de superficie, antibuque y misiles de largo alcance aire-aire PL-12 de fabricación china, este se presume sería una versión para ataque marítimo, similar al Sukhoi Su-33. de Rusia, con alerones delanteros Canards, transportado por el Portaaviones Almirante Kuznetsov de Rusia y el caza de Sukhoi Su-30MKI de India.
Se cree que la razón para detener la producción de este avión, son los radares y la aviónica obsoletos, debido a que estos están estructurados solo para misiones de combate aéreo, que fue su diseño inicial como un avión caza de superioridad aérea, para combate aéreo contra otros aviones de combate supersónicos a gran altitud y velocidad, como el caza naval pesado y bimotor Grumman F-14 Tomcat embarcado en portaaviones y el nuevo caza pesado McDonnell Douglas F-15 Eagle de superioridad aérea de base en tierra, vendido con éxito a Japón y Corea del sur, donde también se fabrica en serie bajo licencia de producción y no fue diseñado, para ataques a objetivos terrestres o marítimos.
Una primera evaluación de los 95 primeros J-11A por parte de la PLAAF, reveló que estos carecían de cualquier precisión para un ataque a tierra, solo era capaz de lanzar bombas de caída libre no guiadas. Con un contrato inicial de 200 J-11A que autoriza su producción en Shenyang, bajo las negociaciones realizadas entre los chinos y rusos en los años 1990, la PLAAF decidió modernizar el J-11A fabricado en China con nuevos radares, aviónica, nuevos métodos de fabricación y mejores materiales de origen chino, todo esto para extender la vida de la aeronave en el servicio durante más años y mejorar su precisión para ataque a tierra.

## Futuro
En el futuro, el motor AL-31 de origen ruso, podría ser sustituido por el nuevo turboventilador local WS-10 Taihang En el salón aeronáutico de Zhuhai del 2002, se ve una fotografía, que supuestamente muestra un caza J-11A equipado con un motor WS-10A., el analista militar Andrei Chang informó que el caza J-11A fue equipado con el nuevo motor de fabricación local WS-10ª, y el nuevo caza mejorado J-11B también utiliza el motor local WS-10.
Sin embargo, los medios de comunicación rusos, informan que China aún tiene la intención de actualizar los motores de su flota de aviones de combate J-11 con los nuevos motores de Rusia, ya sea de la fábrica Saturn-Lyulka o de la fábrica Salyut, aquellos que están bajo consideración, son el nuevo motor Saturn AL-31-117 (un desarrollo del Lyulka AL-31F, que es utilizado en las aeronaves indo-rusas Sukhoi Su-30MKI) y el nuevo motor Salyut AL-31F-M1, que es una variante mejorada del motor AL-31F.
China construirá el nuevo J-16, una variante más moderna del J-11, equipado con modernos motores de turbina de fabricación nacional, radares y sistemas de combate para ataque a tierra, será un avión embarcado en el nuevo Portaaviones Liaoning (16) de la Clase Almirante Kuznetsov, de los cuales China tiene planeado construir 20 aviones, y otros 2 portaaviones, que estarán equipados con nuevos aviones de combate en el futuro.

## Variantes

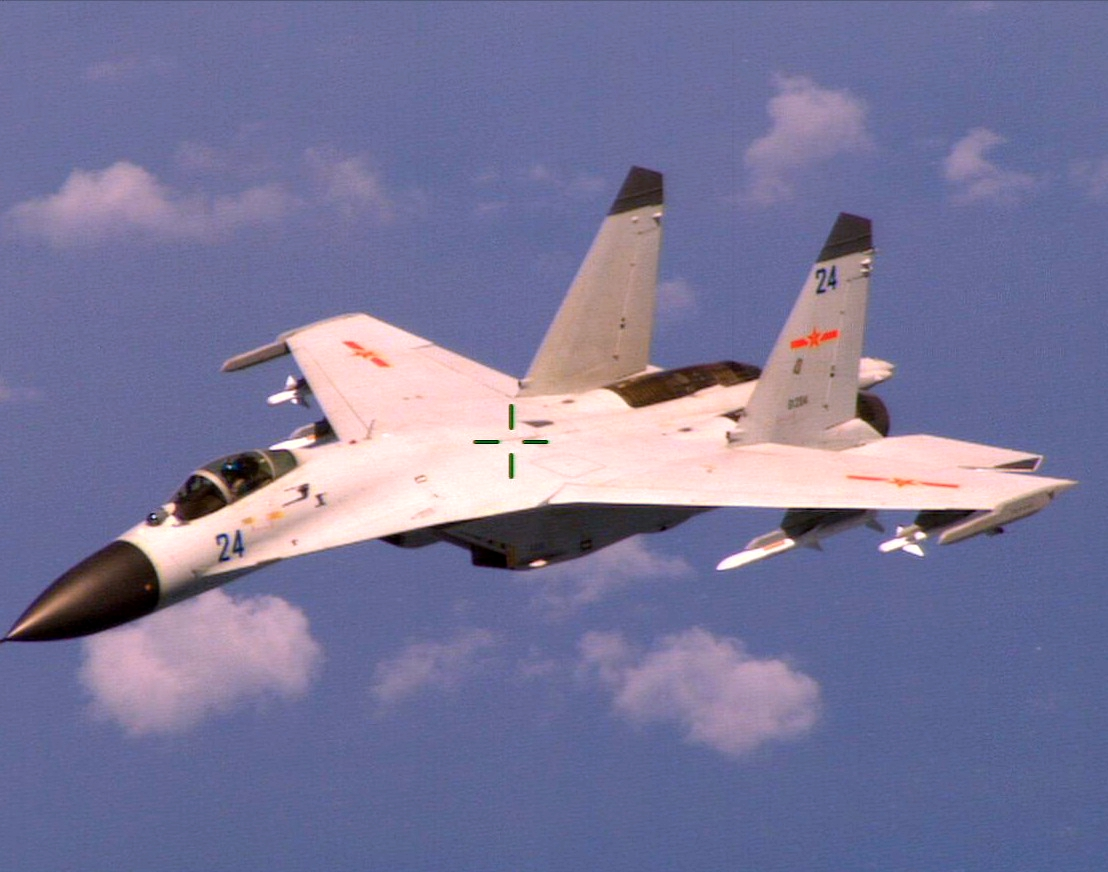
Caza chino Shenyang J-11B interceptando un P-8 Poseidon estadounidense. La foto fue tomada por la tripulación del P-8.

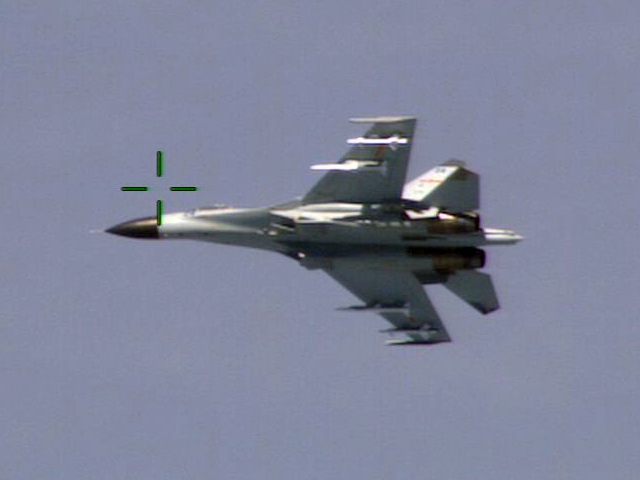
Vista inferior del J-11BH, que muestra su complemento aire-aire de dos misiles PL-8 y dos PL-12.

Los cambios concretos del Shenyang J-11A/Su-27SK respecto al J-11B son el reemplazo del radar ruso NIIP N001 por un nuevo radar de control de fuego, de la familia 147X/KLJ-X de fabricación china, además del reemplazo de los motores AL-31F por los WS-10A y la inclusión de los misiles aire-aire chinos PL-9 y PL-12 en reemplazo de los R-77 rusos.
En 2002 un nuevo avión J-11 mejorado fue fotografiado, este presentaba modificaciones de prueba que consistían en la inclusión de un nuevo motor WS-10 junto a un AL-31F, pero solo hasta el año 2007 el gobierno chino reveló la nueva variante del J-11, el J-11B equipado con los WS-10 designado J-11WS, y solo hasta que la cadena nacional CCTV-7 reveló imágenes del nuevo y mejorado J-11B a mediados del 2007, que la existencia de un nuevo J-11 con componentes chinos fue confirmada.
J-11
Variante china del Sukhoi Su-27.
- Radar: El N001 originalmente equipado en el caza de superioridad aérea Sukhoi Su-27SK adquiridos por China a la Unión Soviética en los años 1990, es remplazado por su sucesor el N001V, que al igual que el N001, puede hacer seguimiento a diez objetivos a la vez, no obstante, al marcar uno de los diez objetivos iniciales, el original N001 pierde la pista de los otros nueve, y sería necesario realizar de nuevo el proceso de rastreo, pero el N001V supera esta dificultad de manera que durante el rastreo de uno de los diez objetivos, los otros nueve no serán perdidos de vista por el nuevo radar. La principal diferencia entre los dos radares, es que el procesador TS100 utilizado en el N001, es remplazado por el más capaz TS101M en el N001V.

- Instrumentos de vuelo: A diferencia del original Sukhoi Su-27Sk que solo posee una pequeña pantalla multifunción (MFD, Multifunction Display), al costado de la cabina de mando, el J-11 tiene un total de dos Pantallas planas MFD, agregando una más directamente encima de la original, ubicada en la esquina superior derecha de panel de instrumentos.[11] Este pequeño MFD de aproximadamente el mismo tamaño de la original, se encuentra a la derecha del HUD.[12][13] Fuentes virtuales chinas han dicho, que el segundo MFD está configurado para funcionar con elementos ópticos, electrónicos y armamento, que han incorporado los chinos (está por confirmar), esto debido a que estos elementos no son compatibles con los equipos originales rusos, se hace necesario la separación en otro MFD.

J-11A
Un J-11 con radar mejorado y más instrumentos de vuelo, especialmente la adopción de un sistema EFIS (Electronic Flight Instrument System) en su aviónica.
- Radar:  El radar N011V del J-11, es remplazado por el más moderno N001VE, este también puede rastrear diez objetivos simultáneamente, pero a diferencia de su antecesor, este puede atacar dos de ellos al mismo tiempo, en vez de solamente un objetivo del radar original, guiando los misiles aire-aire con un radar semiactivo. La principal diferencia entre el N011V y el N001VE, es el reemplazo del antiguo procesador TS101M por el más moderno BCVM-486-6 de la serie Baguet.

- EFIS:  La mayoría de los equipos analógicos del anterior caza Sukhoi su-27SK fueron eliminados. Estos son reemplazados ahora por cuatro nuevas pantallas planas MFD, que forman parte del estándar occidental diseñados por China Aviation Industry Corporation. Hay tres grandes MFD que ocupan la mayoría del panel de instrumentos, un MFD en el centro y ligeramente más bajo que los que se encuentran a sus lados, en cuarto MDF a color se encuentra bajo los otros tres, en la esquina inferior derecha.[14]
- J-11B

Versión local de caza polivalente que utiliza equipos de fabricación china. Se ha informado que en la actualidad más de dos regimientos de J-11B se encuentran en servicio, pero esta información parece ir en contravía con lo informado inicialmente por las autoridades chinas, que al igual que otros países, oculta su capacidad militar por estrategia militar. Solo hasta mayo del 2007 fue reconocida la existencia del nuevo y mejorado J-11B, la televisión china emitió un informe en que confirmaba su existencia y la entrada en servicio del J-11B, en la actualidad hay más de 50 aeronaves J-11B en servicio de la PLAAF.
- J-11BS

Es una nueva versión biplaza del original caza monoplaza Su-27, que se encuentra en desarrollo, similar al caza polivalente Su-30 MKII comprados recientemente por Venezuela, se cree que éste será destinado al entrenamiento de los pilotos del nuevo J-11B; se informa que el primer prototipo se terminó de construir a finales de 2007, y persiste un rumor, de que el primer prototipo sufrió un accidente en el 2009, durante un primer vuelo de prueba, es un avión completamente nuevo, no una mejora del anterior caza Su-27 de cabina monoplaza. Se cree que la letra “S” en su nombre significa Shuangzuo, o biplaza en chino. El 9 de junio de 2007, una maqueta del J-11BS fue exhibida al público durante la ceremonia de apertura del Instituto Tecnológico de Harbin.
- J-11BH

Versión naval del J-11B, fue visto por primera vez en mayo del 2005, también es conocido como Shenyang J-15. comparable al caza Su-33 Naval de Rusia, puede lanzar misiles de ataque a superficie, ataque naval anti-barcos, sus alas principales se pueden retraer hacia arriba, para obtener más espacio en su transporte en el portaviones Liaoning, comprado a Rusia y conocido inicialmente con el nombre de Varyag.

## Usuarios
República Popular de China
- Fuerza Aérea del Ejército Popular de Liberación (PLAAF): cuenta con siete divisiones equipadas con J-11.[17]
  - Primera División Aérea - Anshan, Liaoning
  - Segunda División Aérea- Suxi, Zhanjiang, Guangdong
  - Sexta División del Aérea - Yinchuan, Ningxia
  - Séptima División Aérea - Zhangjiakou, Hebei
  - Decimocuarta División Aérea - Zhangshu, Jiangxi
  - Decimonovena División Aérea - Zhengzhou, Henan
  - Trigésimo tercera División Aérea - Baishiyi, Distrito Jiulongpo, Chongqing

## Especificaciones (J-11A)
Referencia datos: Los datos de China Defense.com.

### Características generales
- Tripulación: 1
- Longitud: 21,9 m (71,9 ft)
- Envergadura: 14,7 m (48,2 ft)
- Altura: 5,9 m (19,4 ft)
- Superficie alar: 62 m² (667,8 ft²)
- Peso vacío: 16 870 kg (37 181,5 lb)
- Peso cargado: 23 926 kg (52 732,9 lb)
- Peso máximo al despegue: 33 000 kg (72 732 lb)
- Planta motriz: 2× turbofán con postcombustión Lyulka AL-31F o WS-10A.
  - Empuje normal: 75,2 kN (7670 kgf; 16 910 lbf) de empuje cada uno.
  - Empuje con postquemador: 123 kN (12 542 kgf; 27 650 lbf) de empuje cada uno.

### Rendimiento
- Velocidad máxima operativa (Vno): 2500 km/h (1554 MPH; 1350 kt) Mach 2,35 a gran altitud,
- Alcance: 3530 km (1906 nmi; 2193 mi)
- Techo de vuelo: 18 500 m (60 696 ft)
- Régimen de ascenso: 300 m/s (59 054 ft/min)
- Carga alar: 371 kg/m² (76 lb/ft²)
- Empuje/peso:
  - Normal: 0.66
  - Con postquemador: 1.09
- G-máxima: 9 G

### Armamento
- Cañones: 1× cañón Gryazev-Shipunov GSh-30-1 calibre 30 mm con 150 proyectiles.
  -     - Bombas de propósito general:
      - FAB-250 o FAB-500

    - Bombas guiadas:
      - KAB-250
- Puntos de anclaje: 10 (2 bajo el fuselaje, 2 bajo los conductos de aire, 4 bajo las alas y 2 en las puntas de las alas) con una capacidad de 8.000 kg, para cargar una combinación de:    
  - Misiles: 

    - Misiles aire-aire:
      - Corto alcance (guiado por infrarrojos)
        - 6× PL-5 o Vympel R-73

      - Medio alcance (guiado por radar)
        - 6× Vympel R-27 o PL-8 o PL-9

      - Largo alcance (guiado por radar)
        - 6× Vympel R-77 o PL-12

    - Misiles aire-superficie:
      - 2× Kh-29

### Aviónica
- Radar de impulsos Doppler PIIN Tikhomirov N001VE Myech Doppler
- Sistema óptico: OEPS-27
- Pantalla de visualización frontal (HUD)

## Cultura popular
Aparece en el videojuego War Thunder como aeronave investigable en la rama aérea china

### Desarrollos relacionados
- Sukhoi Su-27

### Aeronaves similares
- Boeing F/A-18 Super Hornet
- McDonnell Douglas F-15E Strike Eagle
- Dassault Rafale
- Eurofighter Typhoon